# Bel Ombre (Seychellen)
Bel Ombre ist ein Verwaltungs-Distrikt der Seychellen auf der Insel Mahé.

## Geographie

Distrikte der Seychellen

Der Distrikt liegt an der Nordwestküste von Mahé. Er wird begrenzt von den Distrikten Beau Vallon und Port Glaud. Saint Louis erstreckt sich von einem gemeinsamen Grenzpunkt nach Osten. Der Distrikt erstreckt sich über den westlichen Teil der Baie Beau Vallon und nach Süden bis zu den Anhöhen des Mount Simpson (568 m). Das Siedlungsgebiet ist verwachsen mit den Siedlungen von Beau Vallon, die sich weiter entlang der Küste nach Osten und Nordosten ziehen.
Der Distrikt hat den ISO 3166-2-Code SC-10.